# 孟蘭皋
孟蘭皋（?—?），战国时期秦国人，秦孝公时代人物。
商鞅在秦国主持变法，孟蘭皋的事迹史书没有记载，只是说赵良通过他见到商鞅。当商鞅再遇见赵良时，说：“鞅之得见也，从孟兰皋，今鞅请得交，可乎？”赵良以为商鞅为政不如百里奚远甚，而且在秦国得罪的人太多。现在应该急流勇退，才能保全。商鞅没有听从，在秦孝公死后，商鞅被猜忌，于是举兵谋反，被捕后，秦惠文王将他车裂。